# Tomapoderopsis testaceimembris
Tomapoderopsis testaceimembris es una especie de coleóptero de la familia Attelabidae.

## Distribución geográfica
Habita en Vietnam China.